# Casa del Efebo
La Casa del Efebo es una domus (casa) de época romana, enterrada durante la erupción del Vesubio en el año 79 y encontrada a raíz de las excavaciones arqueológicas de la antigua Pompeya: también llamada Casa de Publio Cornelio Tegeste, por el nombre del propietario, debe su nombre al descubrimiento de una estatua que representa un efebo.

## Historia
La casa perteneció a un tal Publio Cornelio Tegeste, probablemente un mercader de la clase media pompeyana, que se había enriquecido con el comercio: teniendo en cuenta también los numerosos hallazgos de objetos, el hombre debió de ser un amante o coleccionista de obras de arte. Fruto de la unión de dos o tres viviendas, la casa estaba en uso en el periodo anterior a la erupción, como demuestra también el hallazgo de tres esqueletos, pero estaba en proceso de restauración, como demuestran los escombros del jardín, que por tanto no se utilizaba como lugar de recreo, la falta de utensilios de cocina, una cama colocada en una habitación que no se utilizaba para tal función y las decoraciones del cuarto estilo que estaban totalmente completas. Probablemente los propietarios, durante la restauración o antes del terremoto del 62, habían abandonado Pompeya y dejado la casa a la gestión del personal de servicio. Quedó sepultada bajo un manto de ceniza y lapilli durante la erupción del Vesubio en el año 79 y fue explorada y desenterrada en varias etapas: la primera en 1912 y luego entre marzo y septiembre de 1925, aunque los trabajos se prolongaron hasta 1927.. La casa se encontraba a una profundidad de tres metros del nivel del suelo y las investigaciones se iniciaron haciendo un túnel desde la casa del sacerdote Amando: sin embargo, los huecos en las paredes demostraron que ésta ya había sido explorada anteriormente. En la década de 1910 fue restaurada y volvió a abrir sus puertas al público en diciembre de 2015.

## Descripción

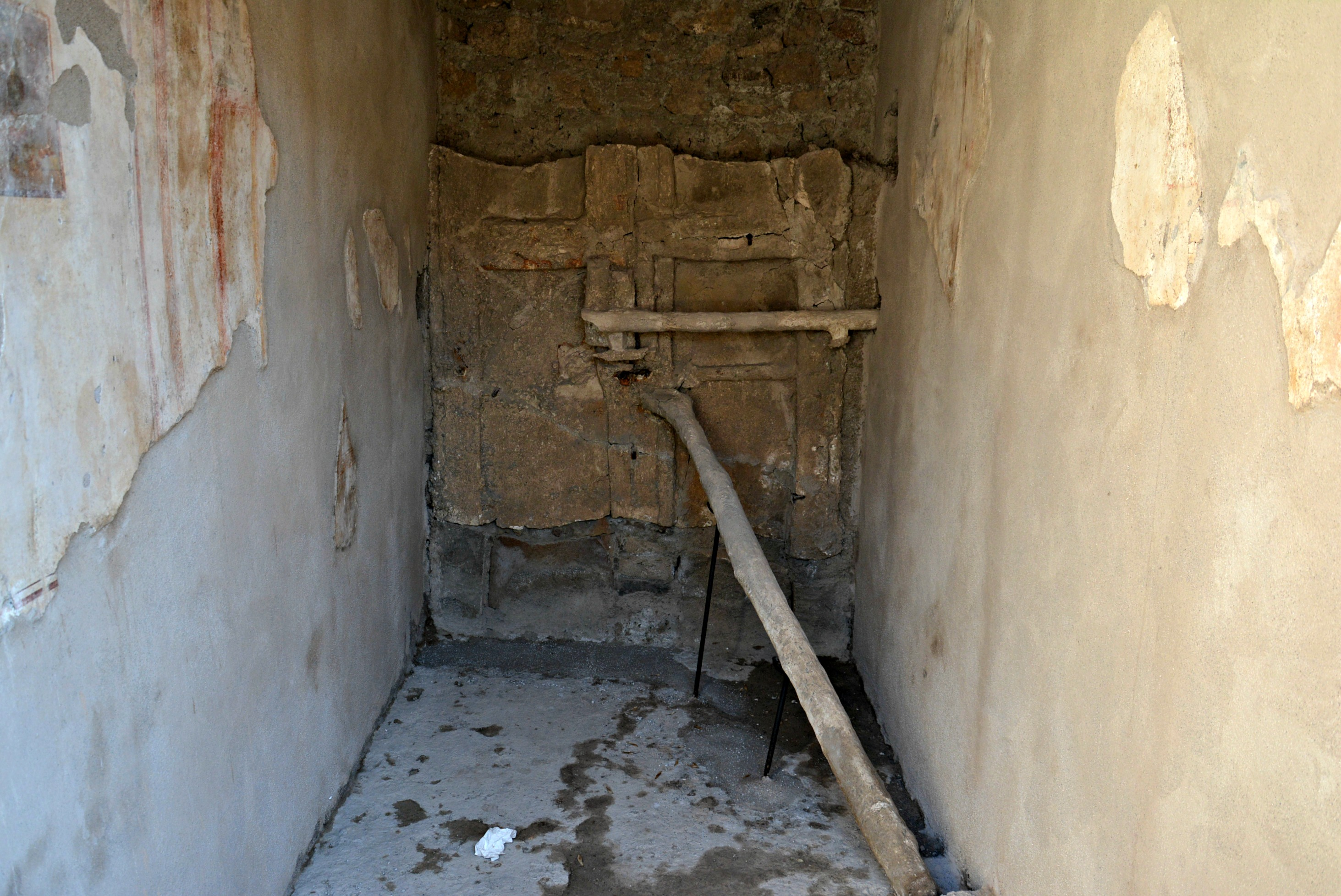
Molde del portón de entrada.

El acceso a la casa, que tiene una superficie de unos seiscientos cincuenta metros cuadrados, se encuentra en una calle lateral de la Via dell'Abbondanza, en el llamado vicolo dell'Efebo. En el momento de la excavación se encontraron varios objetos a lo largo de la calle, probablemente sacados de la propia casa durante la erupción. La casa tiene tres entradas, resultado de la unión de varias casas; probablemente la entrada superior era utilizada por la familia, la del medio por los invitados, mientras que la inferior permitía el acceso a la zona del jardín. La entrada, en la parte superior, está decorada externamente con medias columnas rematadas por capiteles cúbicos; se ha realizado un molde de la puerta de dos hojas, enrejada internamente. Amedeo Maiuri planteó la hipótesis de que podría haber dejado de utilizarse o haberse cerrado durante la erupción para impedir la entrada tanto de materiales volcánicos como de intrusos. El pasillo de entrada tiene las paredes pintadas al fresco en blanco con la adición de candelabros y cenefas ornamentales, típicas del cuarto estilo que se encuentra en toda la casa, mientras que el suelo es de lava pisada. A continuación, se entra en el atrio, que está completamente cubierto y no tiene impluvium. Los muros norte y sur tienen paredes blancas con diseños vegetales en el zócalo y bodegones y cenefas ornamentales en la parte central, mientras que el muro este tiene el zócalo y la parte central negros; el suelo es de opus signinum, como en casi todo el resto de la casa. Una escalera conducía al piso superior. En el sótano había una especie de armario que contenía vasos de cristal y bronce y un brazo perteneciente a la estatua de in efebo encontrada en el jardín. Completaba la sala una hornacina que servía de lararium decorado con un fresco de un genio ofreciendo libaciones, un flautista, un asistente, lares danzantes  y en la parte inferior debía haber dos serpientes, una con barba y cresta roja, rodeadas de plantas. En el atrio, a ambos lados de la entrada, hay dos cubículos pintados al fresco en amarillo, con un zócalo decorado con ménades, puttis, guirnaldas, esfinges y palomas, y una zona central con bodegones y elementos arquitectónicos[8]. El lado opuesto del atrio, en cambio, da paso a una exedra, utilizada originalmente como tablinum. En el momento de la excavación se encontraron en su interior los restos de una cama, lo que indica que pudo servir tanto de dormitorio como de comedor; el suelo es de opus signinum con inserciones de baldosas blancas, mientras que las paredes están pintadas de blanco con la adición de elementos vegetales en la parte inferior y medallones y elementos arquitectónicos en la parte superior. En el mismo lado de la exedra hay un cuarto de baño, dotado de un lavabo de bronce, un agujero en la pared a una altura de aproximadamente un metro y medio que albergaba un espejo y, en el suelo, un agujero conectado directamente al horno del patio, prueba de que había agua caliente en la casa; la habitación tiene un revestimiento negro con compartimentos bordeados de rojo y una parte central blanca con diseños de candelabros, guirnaldas y pájaros. Desde la exedra se accede a un pequeño patio pintado al fresco en rojo oscuro en el zócalo; se trata de una sala de recogida y calentamiento de agua, aunque al principio se pensó que era un almacén por la cantidad de material encontrado, hasta que se comprobó que procedía del piso superior. De ahí surgió el rústico triclinio con restos de un hogar y paredes de color rojo en la parte inferior y blanco en la superior.

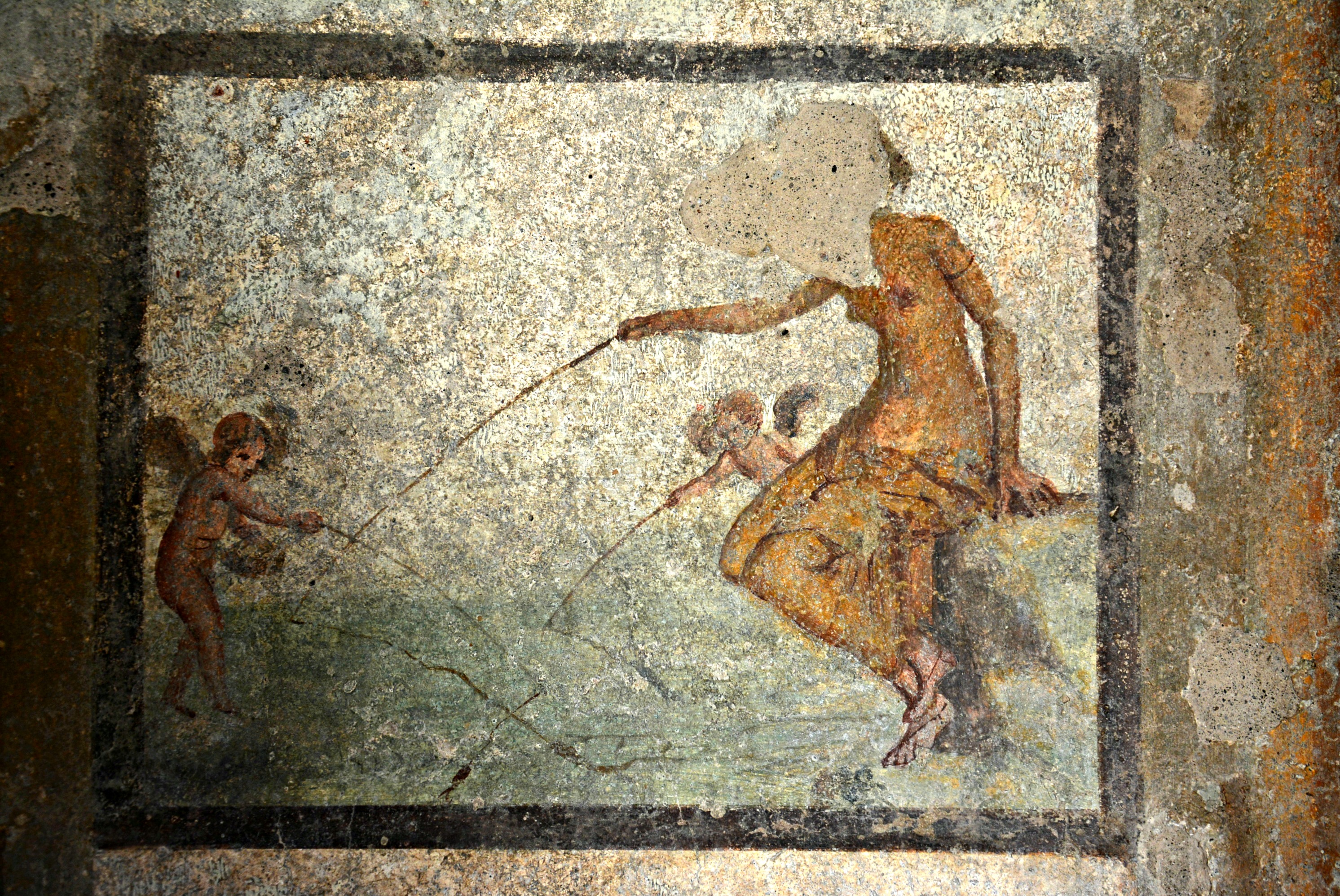
Afrodita pescadora, fresco de un cubículo.

La segunda entrada fue probablemente la que se utilizó en el momento de la erupción: externamente estaba equipada con asientos, mientras que el pasillo parece estar pintado con un zócalo negro y una parte central en amarillo y rojo con cuadros blancos; a lo largo del pasillo se encontraron objetos de juego, un martillo, vasos de cerámica y bronce y una moneda: estos objetos estaban contenidos en un armario, cuyas bisagras se recuperaron, o procedían del piso superior derrumbado. Se entra en el segundo atrio, de tipo toscano, con un impluvium, escalera al piso superior y conectado con el primer atrio a través de una abertura en la pared norte: las paredes están toscamente enlucidas  y en una de ellas se encuentra un trozo de vidrio, elemento decorativo típico; junto al impluvium se encontraron dos patas de mesa de mármol y dos recipientes de metal, uno de ellos con una sustancia amarilla y el otro con trozos de vidrio. A lo largo del lateral hacia la entrada hay tres habitaciones, dos de las cuales se encuentran a ambos lados del pasillo de entrada: una, enlucida en blanco, puede haber sido originalmente el acceso al piso superior, transformada posteriormente en cocina, dado el hallazgo de vasos y cazuelas y equipada con una letrina, mientras que la otra es un cubículo con pinturas murales que tienden a reproducir el efecto del mármol, con la zona inferior en rojo y amarillo y la parte superior en blanco, ambas con un cuadrado central en blanco y cenefas ornamentales. Junto al cubiculum hay un oecus que también servía de biclinium o comedor de invierno: al contrario que el resto de la casa, las paredes están decoradas en el segundo estilo, con un zócalo negro en un marco amarillo y una zona central negra con bordes rojos. Al igual que en la sala contigua, en esta también se encontraron restos de ánforas y una brecha en la pared, señal de una exploración anterior a las oficiales. Con entrada tanto desde el atrio como desde el biclinium, se trata de una sala más al servicio de este último y presenta papel pintado con un zócalo blanco, enriquecido con dibujos de plantas y elementos arquitectónicos, y una zona superior blanca con un cuadrado central que representa pájaros, peces, animales salvajes y guirnaldas; En su interior se encontró un cofre que contenía objetos de vidrio y cerámica decorados, quizás utensilios de aseo, una olla de bronce, un cuchillo y un peine para cardar. En el lado del atrio opuesto a la entrada hay tres habitaciones: la central es el tablinum o un almacén, ya que tiene las paredes enlucidas en gris, aunque probablemente en el momento de la erupción la decoración pictórica aún no había sido terminada. En el interior de la habitación, además de vasos de cerámica y vidrio, tazas, equipos de costura y herramientas de hierro para la jardinería, posiblemente procedentes del piso superior derrumbado, se encontró un cofre carbonizado con cuatro estatuillas de bronce dorado en su interior, cada una de las cuales sostenía una bandeja en la que se colocaban dulces, conservadas en el Museo Arqueológico Nacional de Nápoles. Por otro lado, las dos salas laterales son un pequeño cubículo con techo abovedado y paredes pintadas al fresco con cuadros centrales de escenas mitológicas como Eco y Narciso en la pared norte, Apolo y Dafne en la pared sur y Afrodita Pescadora en la pared este, también en mal estado de conservación, y un almacén, con paredes enlucidas de blanco en las que hay estantes con vasoss, lámparas, restos de joyas de vidrio y una máscara de terracota.

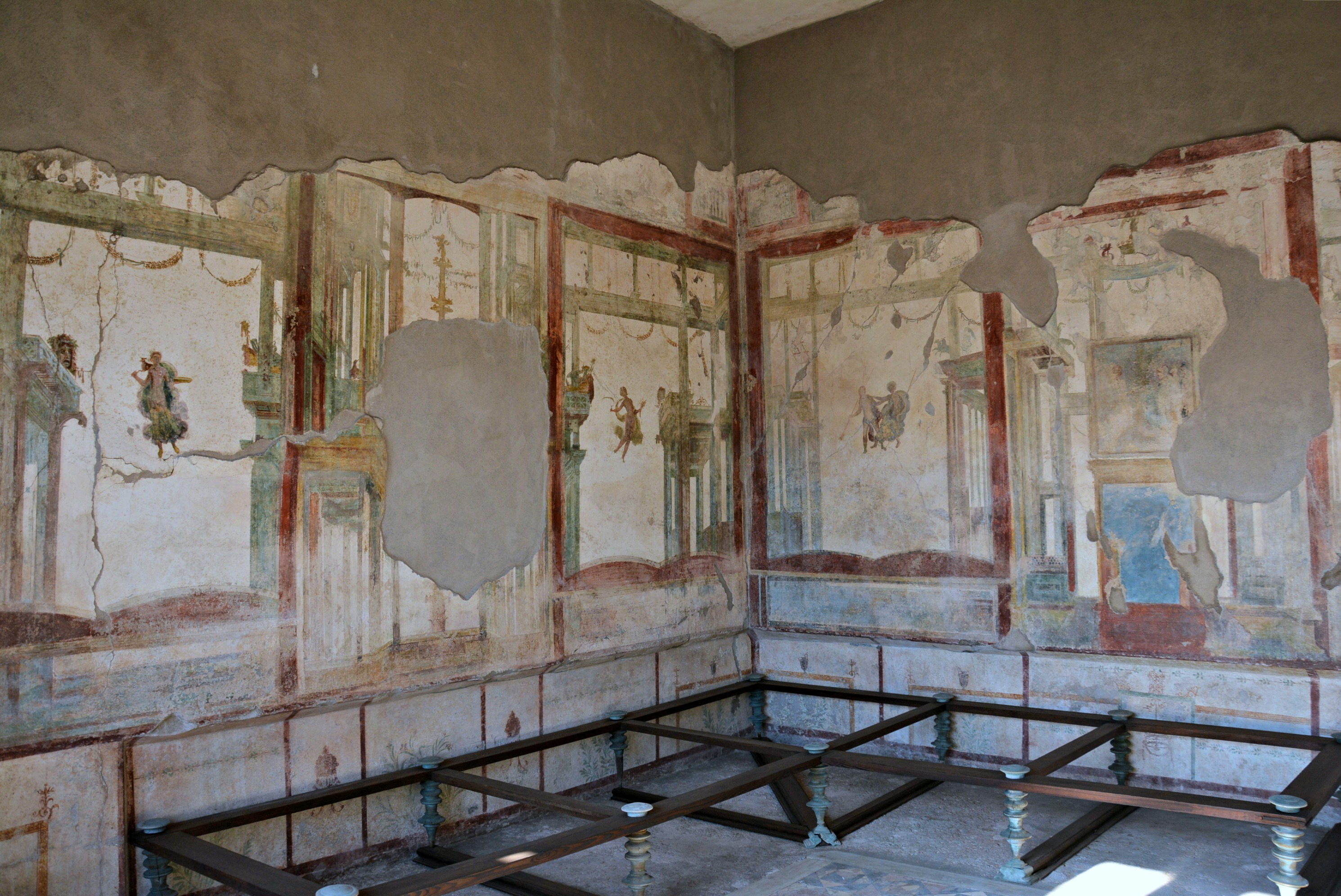
Triclinio.

La pared sur del segundo atrio se abre hacia la zona del jardín. Se pasa por una especie de vestíbulo con paredes blancas con bandas rojas, amarillas y verdes y un suelo de opus signinum con hileras de teselas blancas. En su interior se encontraron un taburete de bronce, cuatro patas de un mueble y, envuelta en una tela de lino para evitar que se dañara durante la restauración de la casa, la estatua de un efebo de bronce, copia de una obra griega del siglo V a. C.  y conservada en el Museo Arqueológico Nacional de Nápoles. y se encuentra en el Museo Arqueológico Nacional de Nápoles: la función de la estatua era probablemente la de lámpara, ya que debía llevar candelabros en las manos; en el momento de su descubrimiento, a la estatua le faltaba el brazo derecho, encontrado en otra habitación de la casa. A continuación, se pasa a una exedra o comedor con paredes de zócalo blanco decoradas con pájaros y plantas y una medianera blanca con diseños arquitectónicos; el suelo es de opus signinum con la inserción de azulejos blancos formando cruces, y en el centro un mosaico policromado que representa pájaros y flores. Estas dos últimas cámaras dan acceso al triclinio: las paredes están, tanto en el zócalo como en la parte central, pintadas al fresco en blanco con figuras voladoras y plantas; en la pared este, parcialmente dañada por una brecha resultante de las exploraciones, hay una pequeña pintura que representa a Helena y Menelao. El techo se decoró con casetones a los que se añadieron figuras y medallones, mientras que el suelo es de opus signinum, excepto en el centro y a lo largo del lado sur, que es de opus sectile, realizado con cuadrados y triángulos de mármol coloreado y vidrio con flores silvestres. En el triclinio se encontraron restos de divanes a lo largo de las paredes, posteriormente reconstruidos, y restos de estatuillas, probablemente del jardín, en particular una estatua de Pan, una cabra con un cabrito y un bajorrelieve con un putto. En el exterior del triclinio, que probablemente estaba protegido de la lluvia, el viento y el sol mediante vidrieras con marcos de madera o contraventanas de madera[, en la pared oeste, hay una hornaciona para un larario, decorado con un fresco de dos serpientes, la mayor a la izquierda con cresta y barba rojas, la otra más pequeña, y en el centro, debajo de la hornacina, una representación de un brasero con huevos sobre él. Entre el triclinio y el larario se accede a una despensa o almacén, en la que se encontraron un brasero y una ánfora.

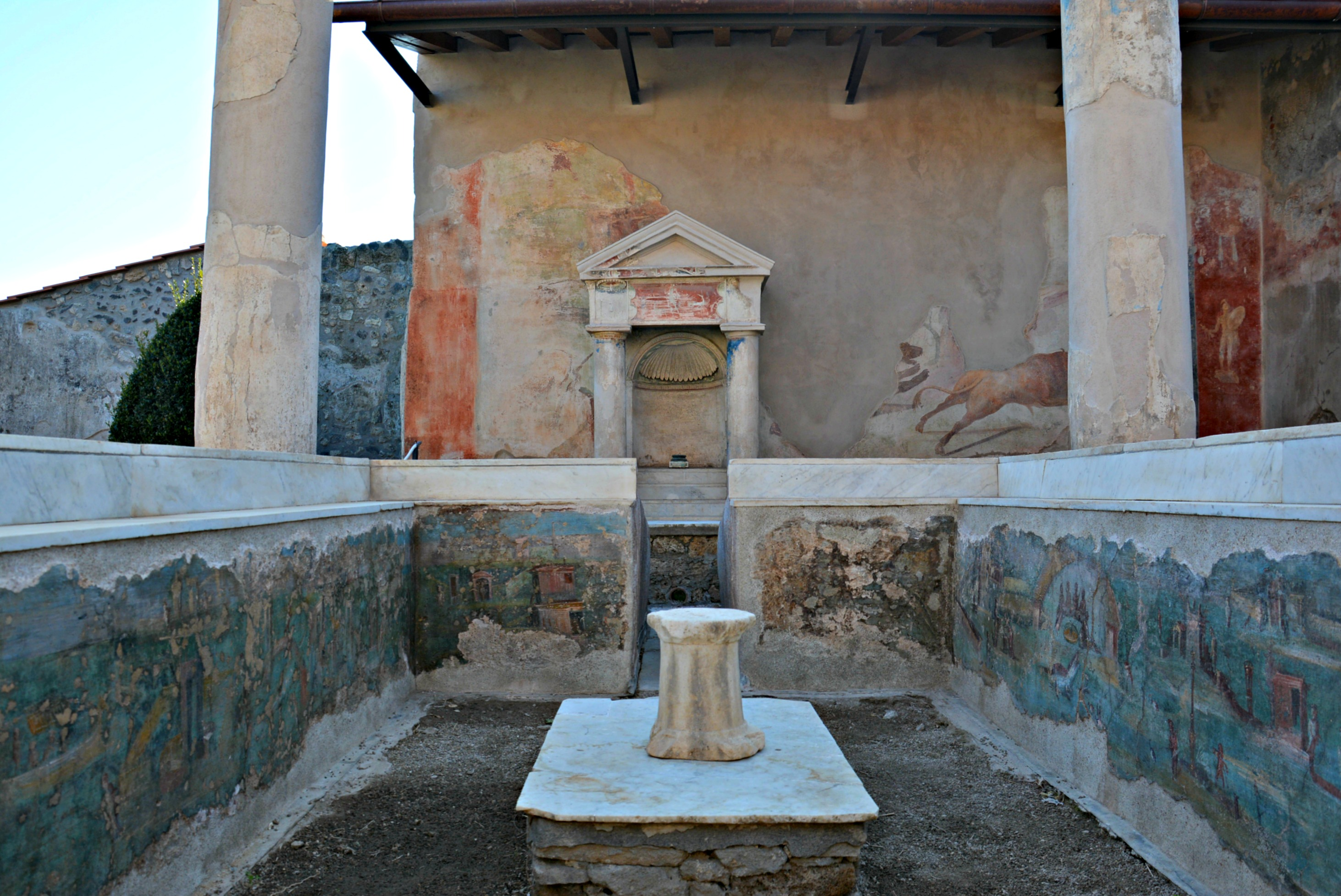
Un sofá de mampostería decorado con frescos de temática nilótica y una fuente al fondo.

La tercera entrada está situada cerca del jardín: el muro norte de la entrada está enlucido en blanco y el muro sur tiene un zócalo rosa y una parte central blanca. Alrededor de la entrada se abren tres estancias de servicio: una, en la que se encontraron tres anillos, tenía una escalera de madera para acceder al piso superior, una cocina con letrina, probablemente inutilizada en el momento de la erupción, ya que no se encontraron hallazgos en su interior, y otra, con paredes blancas y el añadido de guirnaldas, candelabros, plantas y animales, cuya función se desconoce y en la que se descubrió un vaso de cerámica y un asa de hierro sujeta a la madera. Desde la entrada se pasa al deambulatorio que divide la zona residencial de la casa del jardín: las paredes están pintadas de blanco con la adición de plantas en la parte inferior y de candelabros, guirnaldas, pájaros y delfines en la parte superior; al fondo del deambulatorio, cerca de un larario del templo, hay un castellum aquae que podía contener unos tres metros cúbicos de agua, conectado directamente con la fuente del jardín, decorada con un fresco de Marte y Venus.
El jardín, que estaba en desuso en el momento de la erupción, como demuestran tanto las decoraciones incompletas como el material de desecho encontrado, se encuentra en la parte sur de la casa y está dividido en dos partes por losas de mármol: la decoración de las paredes es en una parte en zócalo rojo con plantas y en el centro con escenas de caza, mientras que en las otras partes está enlucida en blanco. En la parte occidental del jardín hay una especie de diván de mampostería de tres lados en el centro, cubierto por una pérgola que se apoya en cuatro columnas estucadas; el diván está decorado con frescos de escenas nilóticas con pigmeos: se representa el río en época de crecida, con el agua rodeando los recintos sagrados, y hay una peculiar escena erótica en el frente que tiene lugar en presencia de terceros que intentan tocar la flauta o gritar. La zona se completa con una mesa de mármol colocada en el centro y varias bases de mampostería sobre las que se colocaron estatuas. A lo largo del muro sur hay una fuente en forma de templo con ninfeo: como decoración había una estatua de bronce de una figura femenina, Pomona, encontrada en el momento de la excavación sobre una pila de azulejos, de la que salía el agua, que luego desaparecía en el muro perimetral y volvía a aparecer cerca del peristilo de la casa vecina, señal de que ésta también pertenecía al mismo propietario de la casa de Éfeso. En la parte oriental del jardín hay una gran pila en cuyo interior se hallaron ánforas y vasos de cerámica; en el centro hay una mesa, una silla semicircular y un altar de terracota, mientras que en el muro perimetral hay una entrada con una escalera a la casa vecina. La casa también tenía habitaciones en el piso superior, que se derrumbaron.